# Abedalá Algalibe
Abedalá Algalibe ou Abedalá Algalibe Bilá (em árabe: عبد الله ﺍﻟﻐﺎﻟﺐ; romaniz.: Abdallah al-Galib Billah; 1574) foi o terceiro sultão do Sultanato Saadiano do Magrebe que governou de 1557 a 1574. Sucedeu seu pai Maomé Axeique (r. 1544–1557) e foi sucedido por seu próprio filho Maomé Mutavaquil (r. 1574–1576) ao falecer.